# Попович Костянтин Федорович
Попович Костянтин Федорович — Український і молдавський літературознавець, фольклорист, письменник, публіцист. Доктор філологічних наук (1974), професор (1988), академік АН Молдови (1995), член Спілок письменників України і Молдови. Заслужений діяч науки Молдови (1984). Відмінник народної освіти Молдови (1974).

## Біографія
Костянтин Федорович Попович народився 21 травня 1924 року в селі Романківці, тепер Сокирянського району Чернівецької області в селянській родині. До Другої світової війни закінчив Окницьку гімназію. В 1942—1944 рр. навчався в Чернівецькому ліцеї ім. Арона Пумнула (тепер СШ № 1). В 1951—1954 рр. навчався на слов'янському відділенні та аспірантурі кафедри зарубіжної літератури Чернівецького університету. У 1954—1955 рр. — викладач російської і молдавської літератури Чернівецького педагогічного інституту. 1955 р. — науковий працівник, 1962 р. — завідувач відділом літературних взаємозв'язків Інституту мови і літератури Академії наук Молдови, 1991 р. — директор Інституту національних меншин АН Молдови. Член Спілки письменників Молдови (1965) і Національної спілки письменників України (1992), член Спілки журналістів (1962). Помер 5 грудня 2010 року, похований у Кишиневі.

## Коло інтересів
Емінескознавство, проблеми історії і теорії молдавської, російської і української літератур, фольклор і фольклористика, художня проза, публіцистика. Йому належать майже 500 публікацій, в тому числі 40 книг. Автор монографічних досліджень: «Соціальні мотиви у поезії М.Емінеску» (рос. мовою, 1963), «М.Емінеску. Життя і творчість» (молд. мовою — 1974, 1976, 1988, рос. мовою — 1982), альбом-монографія «Життя і творчість М.Емінеску у документах, свідоцтвах та ілюстраціях» (молд., рос., англ. та франц. мовами — 1985, 1990), «Іон Крянге і східнослов'янська казка» (молд. мовою, 1967), «Український театр у Кишиневі» (рос. мовою, 1974), «Український театр на кишиневській сцені» (укр. мовою, 1995), тематичні збірки «М.Емінеску. Студії і статті» (молд. мовою, 1966) «Сторінки літературного братерства» (рос. мовою, 1978) «Оцінки та літературні портрети» (молд. мовою, 1979), «Сторінки літопису» (1998), «Літературний зошит» (1999), «Роздуми і сповіді» (2000) та інші.
К. Ф. Попович брав участь у написанні та редагуванні чотирьох видань «Історії молдавської літератури», «Історії Молдавії» «Історії Румунії», нарису «З культурного і літературного минулого молдавського народу» (молд. і рос. мовами — 1962, 1969), а також у майже всіх колективних узагальнюючих престижних працях гуманітарного циклу АН Молдови.
Підготував видання збірок «М.Емінеску. Статті і листи» (молд. мовою — 1964, 1965), «М.Емінеску у спогадах сучасників» (молд. мовою — 1953, 1968, 1989), вибраних творів М.Емінеску у 3-х та 4-х томах (1971, 1981, рос. мовою, 1980), а також численних популярних нарисів, мікромонографій, хрестоматій.
Костянтин Федорович є керівником, співавтором і головним редактором фундаментальних тритомних «Нарисів» молдавсько-російсько-українських літературних зв'язків з найдавніших часів до початку XX ст., відзначених премією Президії АН Молдови (1982). Упорядник і співавтор книг «Співає Стурзовка» та «Народні пісні і танці села Петруня» (1995).
К. Ф. Попович — автор перших у Молдові романів українською мовою — «Бентежний світанок» (1983, видрукований у перекладі російською мовою у 1980, 1983, 1989 та молдавською у 1987 р.). Роман «Скривджені долі» вийшов російською мовою у 1985 році, перевиданий у 2001 р. Новий творчий здобуток К.Поповича є видання українською мовою книг: «На крутих перегонах», «Нариси українського фольклору та художньої літератури Молдови» (монолографія); «Академік Костянтин Попович» (твір автобіографічний, перевиданий і суттєво перероблений). Перевидав монографію «Емінеску. Життя і творчість» а також фронтові спогади «Пам'ять времени».
За романом «Бентежний світанок» студія «Молдова-фільм» зняла однойменну кінокартину, а Молдавське телебачення — телесеріал. Вийшли воєнні мемуари К. Ф. Поповича «Пам'ять часу» (1986, 2002).

## Досягнення, відзнаки, творчі набутки
Ім'я Поповича К. Ф. занесене у енциклопедії Молдови, Росії, України, університету м. Кембридж та ін., а сам він є автором багатьох статей для молдавських, українських та російських енциклопедичних видань. Протягом багатьох років Костянтин Федорович читав у Молдавському держуніверситеті та Кишинівському педагогічному університеті нормативні курси молдавської літератури і спецкурси, присвячені проблемам літературних взаємин, підготував десять кандидатів наук у галузі молдавської і російської класичної та сучасної літератури.
Доктор філологічних наук (1974), професор (1988), академік Академії наук Республіки Молдова (1995), академік Академії наук Вищої школи України (1997), почесний доктор Чернівецького національного університету ім. Ю.Федьковича (2000), заслужений діяч науки Республіки Молдова. К. Ф. Попович — відмінник народної освіти Молдови (1974), лауреат премії Президії АН Молдови (1982), премії ім. І. П. Котляревського (Україна, 1997) і премії ім. Д. Кантеміра (Молдова, 2000), кавалер вищої нагороди Молдови «Ордена Республіки» (1994). Учасник Другої світової війни, нагороджений орденом Вітчизняної війни І ступені та 15-ма медалями. За заслуги в галузі літератури і літературознавства Кембриджський Біографічний Центр Великої Британії оголосив К. Поповича «Людиною 1998—1999 року». Ім'я К.Поповича носить молдавсько-український ліцей в м. Ніхорени (Молдова). У 1996 році іменем К. Ф. Поповича названа вулиця у рідному селі Романківці Чернівецької області. В 1997 році у Чернівецькому музеї діаспори відкрита кімната-музей, присвячена його життєвому і творчому шляху. У травні 2006 р. у Романківцях Сокирянського району у місцевій гімназії відкрили кімнату-музей Костянтина Поповича.

## Твори
- Попович К. Ф. Бентежний світанок: роман / Костянтин Попович.- Ужгород: Карпати, 1983.- 544с.
- Попович К. Ф. Зарево над Днестром / Костянтин Попович.- Кишинёв: Лит. артистикэ, 1977.
- Попович К. Ф. Эминеску Михаил / Костянтин Попович.- Кишинёв: Картя Молдовеняскэ, 1986.- 157 с.
- Попович К. Ф. Михаил Эминеску. Жизнь и творчество / Костянтин Попович.- Кишинёв: Лит. артистикэ, 1982.- 438 с.
- Попович К. Ф. Скривджені долі: роман / Костянтин Попович.- Ужгород: Карпати, 2001.- 381 с.
- Попович К. Ф. Социальные мотивы в поэзии Михаила Эминеску / Костянтин Попович. — Кишинёв: Картя Молдовеняскэ, 1963.- 212 с.
- Попович К. Ф. Тревожный рассвет: [роман] / Костянтин Попович.- 3-е изд.- Кишинёв: Лит. артистикэ, 1989.

- Бібліографія публікацій про нього, до якої введено понад 300 газетних і журнальних статей, фігурує найрізноманітнішими заголовками: «Учений-емінескознавець», «Почесний доктор Чернівецького університету», «Ліцей імені Костянтина Поповича», «Почесний академік України», «Вулиці — ім'я письменника», «Велика Британія назвала Людиною року», «Двічі академік з Романківців»… (Газета «Буковинське віче». — 2009. — 20 травня (№ 38). — С. 1).